# Rasbora rasbora
Rasbora rasbora és una espècie de peix cipriniforme de la família dels ciprínids.

## Morfologia
Els mascles poden assolir els 13 cm de longitud total.

## Distribució geogràfica
Es troba al Pakistan, l'Índia, Bangladesh, Myanmar i Tailàndia.